# Hermann Berger (Indologe)
Hermann Berger (* 17. Oktober 1926 in Kötzting, Bayerischer Wald; † 31. Januar 2005 in Heidelberg) war ein deutscher Indologe.

## Leben
Nach dem Studium der Indologie, Indogermanistik und Semitistik an der Universität München wurde Berger 1953 bei Helmut Hoffmann mit Beiträgen zur historischen Laut- und Formenlehre des Mittelindischen zum Dr. phil. promoviert. Seine Habilitation schloss er 1957, ebenfalls in München und betreut von Hoffmann, mit der Schrift Entstehung und Ausbreitung des Suffixes *anā im Alt- und Mittelindischen ab. Anschließend lehrte Berger zunächst als Privatdozent am Münchner Seminar für Indologie und von 1960 bis 1962 als Universitätsdozent in Münster. Im Sommer 1959 nahm er an einer von dem Geologen Hans-Jochen Schneider geleiteten Expedition im Hunzatal des Karakorum-Gebirges teil, wo er die isolierte Sprache Burushaski studierte.
Berger war von 1962 bis 1964 Gastprofessor am Sanskrit College in Kalkutta. Von 1964 bis zu seiner Emeritierung im Jahre 1992 war er Ordinarius für Indologie am Südasien-Institut der Universität Heidelberg. Heinrich von Stietencron war in den 1960er-Jahren in Heidelberg sein Assistent. Zu seinen akademischen Schülern zählt außerdem Dieter B. Kapp, der bei Berger promovierte und habilitierte. Berger wurde 1981 zum Mitglied der Heidelberger Akademie der Wissenschaften gewählt.
Berger ist vor allem durch seine Forschungen zum Burushaski bekannt geworden, einer im Karakorum gesprochenen, isolierten – d. h. mit keiner anderen bekannten Sprache verwandten – Sprache, zu der er 1998 eine dreibändige Darstellung (einschließlich Wörterbuch und Texten) veröffentlichte.

## Familie
Hermann Berger ist der Vater des Byzantinisten Albrecht Berger und des Slawisten Tilman Berger.

## Veröffentlichungen (Auswahl)
- Zwei Probleme der mittelindischen Lautlehre (= Münchener indologische Studien, Bd. 1). Kitzinger, München 1955 (= Dissertation Universität München).
- Das Yasin-Burushaski (Werchikwa). Grammatik, Texte, Wörterbuch (= Neuindische Studien, Bd. 3). Harrassowitz, Wiesbaden 1974, ISBN 3-447-01625-6.
- (Hrsg.): Mündliche Überlieferungen in Südasien (= Schriftenreihe des Südasieninstituts der Universität Heidelberg, Bd. 17). Steiner, Stuttgart 1975, ISBN 3-515-01907-3.
- (Hrsg.): Mythology in modern Indian literature (= South Asian digest of regional writing, Bd. 12). Steiner, Stuttgart 1992, ISBN 3-515-06133-9.
- (Mitarb.): Hugh Van Skyhawk / Libi Kisar. Ein Volksepos im Burushaski von Nager (= Asiatische Forschungen, Bd. 133). Harrassowitz, Wiesbaden 1996, ISBN 3-447-03849-7.

- Die Burushaski-Sprache von Hunza und Nager. Drei Teile (= Neuindische Studien, Bd. 13). Harrassowitz, Wiesbaden 1998, ISBN 3-447-03961-2.
- Beiträge zur historischen Laut- und Formenlehre des Burushaski (= Neuindische Studien, Bd. 15). Harrassowitz, Wiesbaden 2008, ISBN 3-447-05674-6.

Festschrift
- Dieter B. Kapp (Hrsg.): Nānāvidhaikatā. Festschrift für Hermann Berger (= Beiträge zur Kenntnis südasiatischer Sprachen und Literaturen, Bd. 4). Harrassowitz, Wiesbaden 1996, ISBN 3-447-03916-7.